# Nuevo Guadalupe el Silencio
Nuevo Guadalupe el Silencio är en ort i Mexiko.   Den ligger i kommunen Ocosingo och delstaten Chiapas, i den sydöstra delen av landet, 800 km öster om huvudstaden Mexico City. Nuevo Guadalupe el Silencio ligger 712 meter över havet och antalet invånare är 111.
Terrängen runt Nuevo Guadalupe el Silencio är varierad. Runt Nuevo Guadalupe el Silencio är det glesbefolkat, med 16 invånare per kvadratkilometer. Närmaste större samhälle är Peña Chabarico, 5,0 km nordväst om Nuevo Guadalupe el Silencio. I omgivningarna runt Nuevo Guadalupe el Silencio växer i huvudsak städsegrön lövskog.